# Ligne Tsurumi
La ligne Tsurumi (鶴見線, Tsurumi-sen) est une ligne ferroviaire du réseau JR East située dans la préfecture de Kanagawa au Japon. Elle relie les gares de Tsurumi et Ōgimachi, et comporte deux embranchements qui permettent d'atteindre la gare d'Umi-Shibaura d'une part, et celle d'Ōkawa d'autre part. La ligne dessert principalement des zones portuaires et industrielles.

## Histoire
Le chemin de fer du port de Tsurumi (鶴見臨港鉄道) ouvre la ligne en 1926 de Bentembashi à Hama-Kawasaki, ainsi que la branche d’Ōkawa. La ligne principale est prolongée à Ōgimachi en 1928 et à Tsurumi en 1930.
La ligne est nationalisée en 1943.

## Caractéristiques

### Ligne
- Longueur : 9,7 km
- Ecartement : 1 067 mm
- électrification : 1 500 Vcc par caténaire
- Nombre de voies : 
  - double voie de Tsurumi à Hama-Kawasaki et d'Asano à Shin-Shibaura
  - voie unique le reste de la ligne

### Liste des gares

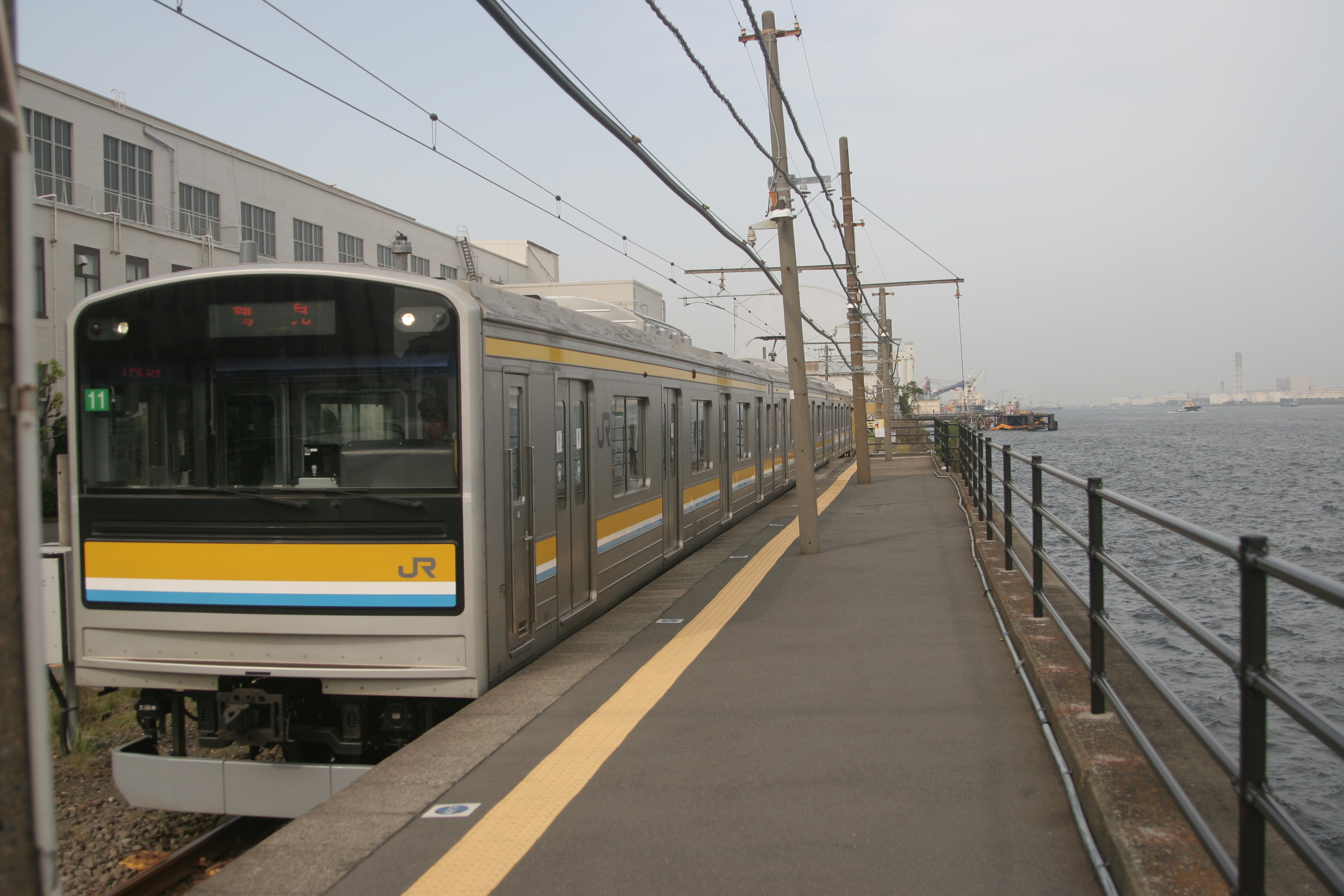
La gare d'Umi-Shibaura au bord de la baie de Tokyo.

La ligne Tsurumi comporte treize gares, numérotées de JI-01 à JI-10 pour la branche principale, JI-51 et JI-52 pour la branche d'Umi-Shibaura et JI-61 pour la branche d'Ōkawa.
| Numéro                 | Gare              | Nom japonais | Distance depuis Tsurumi (km) | Correspondances                                            | Ville    |
| ---------------------- | ----------------- | ------------ | ---------------------------- | ---------------------------------------------------------- | -------- |
| Branche principale     |                   |              |                              |                                                            |          |
| JI01                   | Tsurumi           | 鶴見         | 0                            | JR East : Keihin-Tōhoku Keikyū : Keikyū (à Keikyū Tsurumi) | Yokohama |
| JI02                   | Kokudō            | 国道         | 0,9                          |                                                            | Yokohama |
| JI03                   | Tsurumi-Ono       | 鶴見小野     | 1,5                          |                                                            | Yokohama |
| JI04                   | Bentembashi       | 弁天橋       | 2,4                          |                                                            | Yokohama |
| JI05                   | Asano             | 浅野         | 3,0                          | Branche d'Umi-Shibaura                                     | Yokohama |
| JI06                   | Anzen             | 安善         | 3,5                          | Branche d'Ōkawa                                            | Yokohama |
| JI07                   | Musashi-Shiraishi | 武蔵白石     | 4,1                          |                                                            | Kawasaki |
| JI08                   | Hama-Kawasaki     | 浜川崎       | 5,7                          | JR East : Nambu                                            | Kawasaki |
| JI09                   | Shōwa             | 昭和         | 6,4                          |                                                            | Kawasaki |
| JI10                   | Ōgimachi          | 扇町         | 7,0                          |                                                            | Kawasaki |
| Branche d'Umi-Shibaura |                   |              |                              |                                                            |          |
| JI05                   | Asano             | 浅野         | 3,0                          | Branche principale                                         | Yokohama |
| JI51                   | Shin-Shibaura     | 新芝浦       | 3,9                          |                                                            | Yokohama |
| JI52                   | Umi-Shibaura      | 海芝浦       | 4,7                          |                                                            | Yokohama |
| Branche d'Ōkawa        |                   |              |                              |                                                            |          |
| JI06                   | Anzen             | 安善         | 3,5                          | Branche principale                                         | Yokohama |
| JI61                   | Ōkawa             | 大川         | 5,1                          |                                                            | Kawasaki |

## Matériel roulant
La ligne est parcourue par des trains de série 205-1100 et E131-1000.

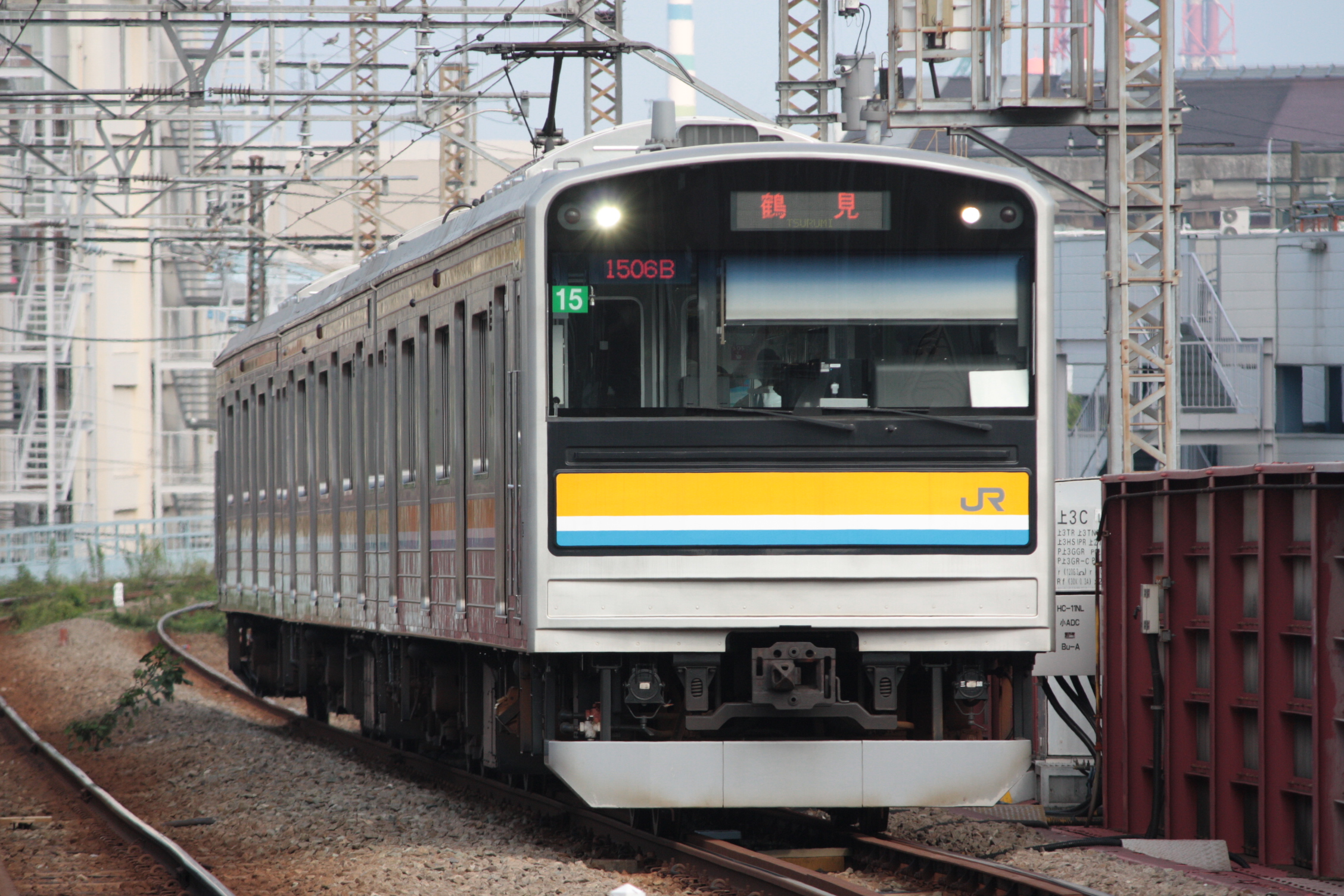
JR série 205-1100
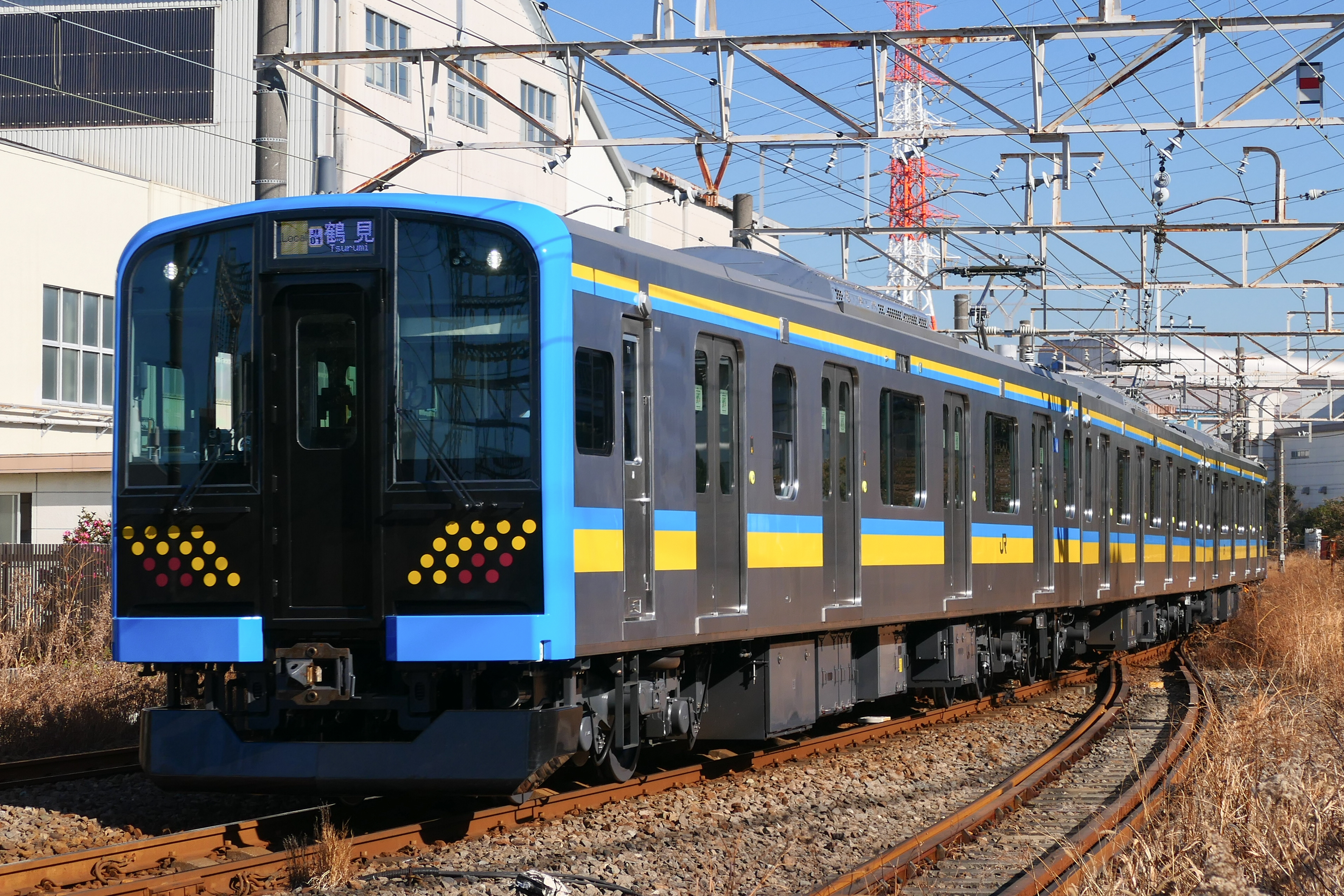
JR série E131-1000